# Гоголін (гміна)
Гміна Гоголін (пол. Gmina Gogolin) — місько-сільська гміна у південно-західній Польщі. Належить до Крапковицького повіту Опольського воєводства.
Станом на 31 грудня 2011 у гміні проживало 12463 особи.

## Площа
Згідно з даними за 2007 рік площа гміни становила 100.51 км², у тому числі:
- орні землі: 45.00%
- ліси: 33.00%

Таким чином, площа гміни становить 22.72% площі повіту.

## Населення
Станом на 31 грудня 2011:
| Опис     | Загалом | Загалом | Чоловіки | Чоловіки | Жінки | Жінки |
| -------- | ------- | ------- | -------- | -------- | ----- | ----- |
| одиниця  | осіб    | %       | осіб     | %        | осіб  | %     |
| все      | 12463   | 100     | 6010     | 48.22    | 6453  | 51.78 |
| міське   | 6509    | 100     | 3157     | 48.50    | 3352  | 51.50 |
| сільське | 5954    | 100     | 2853     | 47.92    | 3101  | 52.08 |

## Сусідні гміни
Гміна Гоголін межує з такими гмінами: Здзешовіце, Ізбицько, Крапковіце, Стшелечкі, Стшельце-Опольське, Тарнув-Опольський.